# Everton, Hampshire
Everton är en by i New Forest, Hampshire i England. Byn är belägen 40,2 km 
från Winchester. Orten har 1 650 invånare (2015).